# Basamalom

Basamalom Pécs térképén

Basamalom Pécs egyik városrésze a megyeszékhely délkeleti részén. Nevét a legenda szerint Terjéki (ópiumevő) Hasszán basa malmáról kapta, amely 1910-ben még létezett. A terület a Balokánytól és Tüskésréttől keletre, a Gyárvárostól délnyugatra terül el.

## Határai
Északon a 6-os főút, keleten a Pécs–Villány–Magyarbóly-vasútvonal, délen az 57-es főút, nyugaton név nélküli utak, a Tüskésréti út és a Basamalom út határolja. Területéhez tartozik a Zsolnay Kulturális Negyed délkeleti része egy parkolóházzal és a Pécsi Tudományegyetem (PTE) Művészeti Karának több épületével, valamint a Pécsi erőmű is. Területén található a Multi Alarm SE tollaslabda-csarnoka, mely Magyarország egyik legmodernebb tollaslabda-központja.

## A Basamalom legendái
A környéken lakó pécsiek között sokáig élt egy legenda, mely szerint ez a régi épület talán nem is malom, hanem a török időkben valamely főrendű török uraságnak a nyári mulatólaka volt. Az épület belsejét magas kőkerítés védte a kíváncsiskodó tekintetek elől. A jól értesültek tudni vélték, hogy az épület rejtette a basa kedvenc hölgyeinek háremét. A rekkenő nyári délutánokon a patak zsilippel elrekesztett kis tava a basa lubickoló odaliszkjainak nevetésétől volt hangos. Az 1900-as évek elején a malompatak medrében sokáig látható volt egy vörös siklósi márványlap, amely valamikor talán a basa idejéből származó szökőkút tartozéka lehetett. Dr. Szőnyi Ottó, a pécsi múzeum nagy hírű igazgatója tervezte, hogy a Basamalom környékén régészeti kutatást fog végezni, de az első világháború ebben sajnos megakadályozta.
Voltak kevésbé romantikus elképzelések is a Basamalommal kapcsolatban. Eszerint a malom Terjéki Hasszán basáé volt, aki a patakmalomból biztosította a Pécsett állomásozó török hadak liszttel történő ellátását. Leveleit, rendelkezéseit mindenkor ékes magyar nyelven íratta íródeákjával, magát leveleiben Gázi (azaz vitéz) Hasszánnak nevezte.
Takács Sándor országos főlevéltáros, a 16. és 17. század jeles kutatója azt írta róla: „kiváló vitéz, jeles vezér volt, aki a százszínű köpönyegforgatást, a csavaró beszédet mindig utálta. Emberségét s jóindulatát nemegyszer kimutatta, mikor a mieink panasszal fordultak hozzá. Hasszán basa szigorú vizsgálatot indított, az okozott károkat megtéríttette”.
Hasszán basa egy életen át vitéz harcosa volt Mohamed prófétának. Hadvezéri erényeiért, bátorságáért a szultán több esetben kitüntette. Végül megkapta a legnagyobb elismerést, amit egy török magyar földön elérhetett, a szultán megtette budai pasának. A vitézi életbe belefáradva kedves városába, Pécsre vonult vissza. Itt is érte halála. Sírjának helye nem ismert.

## Emléktábla
1927-ben a város vezetősége tervezte, hogy emléktáblát állít Hasszán basának: 
E telepet a 16. század végén Gázi (vitéz) vezér Hasszán pécsi, később budai basa alapította, kit Pécsett temettek el. Emberséges gondolkodású, jóindulatú férfiú volt, ezért emléke legyen megörökítve.
A tábla azonban a mai napig nem készült el. A Basamalom emlékét ma már csak egy fakult utcanévtábla jelöli a Balokány fürdő szomszédságában.